# Tipasa rufocastanea
Tipasa rufocastanea là một loài bướm đêm trong họ Noctuidae.